# Roswelli incidens
A roswelli ufószerencsétlenség vagy roswelli incidens egy 1947 nyarán bekövetkezett állítólagos UFO balesete, amely az Amerikai Egyesült Államokban, az Új-Mexikó államban található Roswell környékén történt. A hivatalos amerikai szervek közölték, hogy egy időjárási szonda (meteorológiai ballon) zuhant le egy farmer, William „Mac” Brazel kezelésében levő mezőségre. Több más nyilatkozatot is kiadtak, hogy félreértéseket, és elferdítéseket tisztázzanak.
Roswell a legtöbbet emlegetett ufó-eset, de itt sem sikerült megdönthetetlen, kézzelfogható bizonyítékot szerezni arra vonatkozóan, hogy földönkívüli eredetű szerkezetre leltek a térségben. A történetről az azóta eltelt évtizedekben rengeteg változat született, a legtöbb ellentmondásos részlettel. A környékbeliek számára az ufóturizmus fellendítette a helyi gazdaságot. Minden év júliusában ufófesztivált rendeznek, amelyből például 1996-ban több mint 5 millió dollár bevétele származott a városnak.
A maradványok felfedezésekor még senki nem gondolt arra, hogy földönkívüli hajótörés következett volna be Roswellben, jóllehet a távolabbi Sacramento városának The Sacramento Bee című újságja repülő csészealj elfogásáról számolt be, ezt végül átvette néhány másik hírlap is. Csupán harminc évvel később került elő ismét a téma egy bulvárlapban, amikor az egyik szemtanú, Jesse Marcel a nyilvánosság előtt beszélt, igaz már az elején maga is ellentmondásba keveredett. Végül Charles Berlitz, aki a 70-es években már több más paranormális ügyet dobott fel (például a Bermuda-háromszöget) írt róla egy könyvet, ami bestsellerré vált.
1997. június 24-én a Pentagon sajtókonferenciáján számos videófelvételt és egy 231 oldalas részletes jelentést hozott nyilvánosságra, amely több évtizedes vizsgálat eredményeképpen minden észszerű kétséget eloszlatva cáfolja az UFO baleset létezését és ezzel a maga részéről lezárta az ügyet.

## Előzmények
Azonosíthatatlan repülő objektumokról már évszázadokkal ezelőtt is készültek feljegyzések. Ufóhívők és ufókutatók egy része a tunguszkai eseményt is egy lehetséges ufókatasztrófának titulálják. Az Egyesült Államokban, a texasi Aurora városának közelében is észlelték egy repülő objektum detonációját 1897-ben, majd a történetek szerint egy felismerhetetlenségig összeroncsolódott, alacsony termetű holttestet találtak nem messze a robbanás helyszínétől, amit egy jeltelen sírba helyeztek el a város temetőjében, de ezt a történetet is sokan cáfolják más bizonyítékok alapján. 1947. június 24-én Kenneth Arnold amatőr pilóta a Rainer-hegy közelében egyszerre több, nagy sebességgel haladó azonosítatlan repülő tárgyat látott, amelyeknek elmondása szerint csészealj formájuk volt ("like a saucer if you skip it across water"), innen származik az elnevezés:  »repülő csészealj« (flying saucer). Később ennek egy eltorzított értelme honosodott meg, szinte kizárólag idegen lényt vagy földönkívüli űrhajót (UFO) értettek alatta.

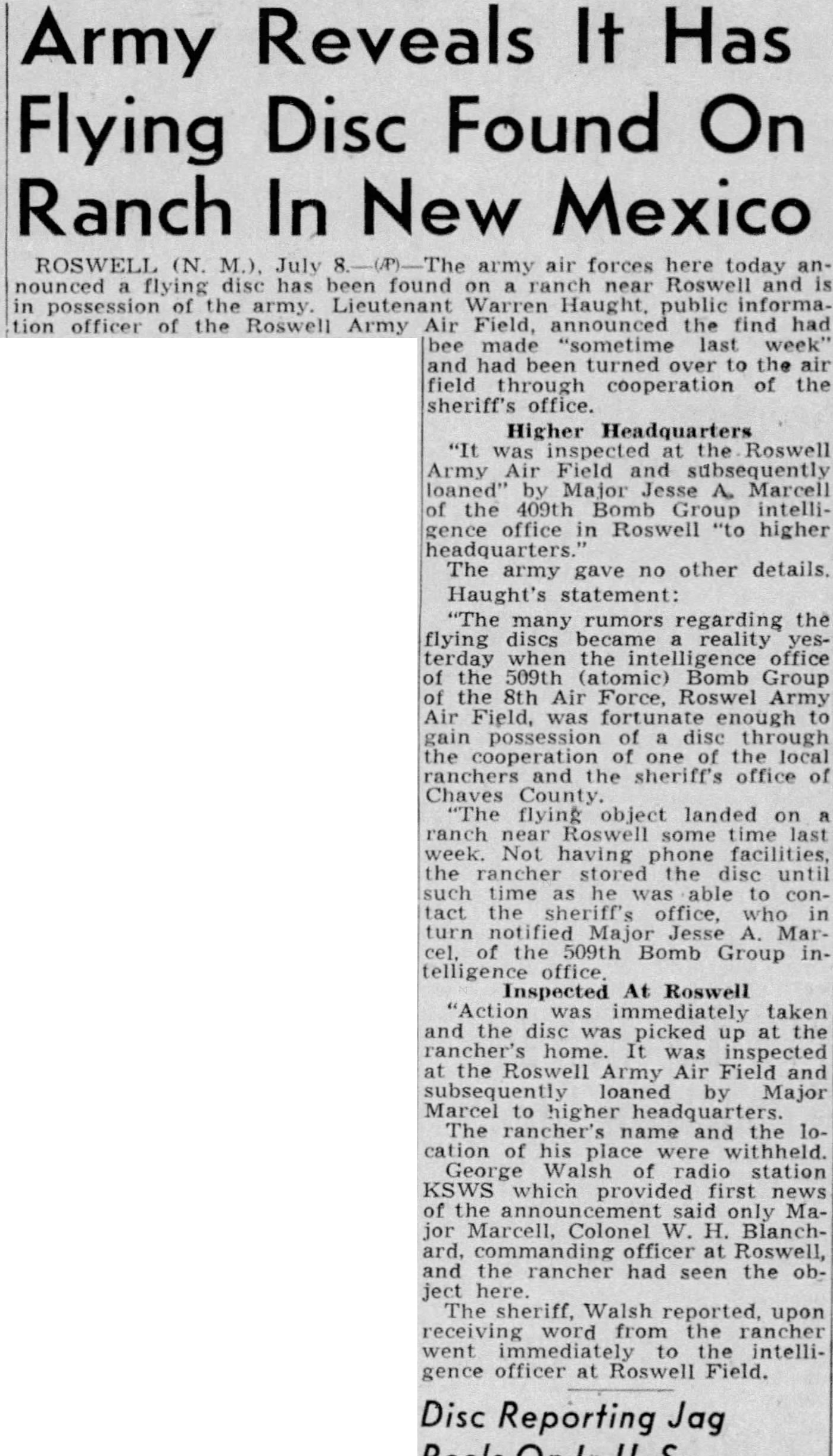
A sacramentoi helyi újság a The Sacramento Bee cikke a repülő csészealj (Flying disc) szerencsétlenségéről (1947. július 8.)

1947-ben éppen hogy elkezdődött a hidegháború és ezekben az években már a Szovjetunióban is elkezdett nukleáris fegyverekkel kísérletezni. Nagyon sokan rettegtek egy lehetséges szovjet-amerikai háború kitörésétől, ami újabb világháborúhoz vezetne. 1947-ben már zajlott a Mogul-program is, amely a szovjet atomkísérletek volt hivatott felderíteni. A kísérlet titkos volt, ezért a civilek általi észlelésekre fedőtörténeteket találtak ki a katonai vezetők. 1994-ben az amerikai kormány is új magyarázattal állt elő Roswell-incidensre. Ebben a nyilatkozatban elismerték, hogy egy high-tech katonai felderítő ballon tesztelése zajlott 1947 nyarán, s ez az objektum zuhant Roswell mellett. Az ezt megelőző nyilatkozatok viszont mindig a meteorológiai ballon-verziót próbálták erősíteni.
A földönkívüli történetekkel szembeni szkeptikusok egy része szerint lehetséges, hogy állatkísérletekben elpusztult állatok tetemeit nézték halott ufonautáknak. Az Egyesült Államok hadserege 1947-ben Németországban zsákmányolt V–2 rakétákkal rendelkezett, amelyekben kísérleti állatokat repültettek. A kísérleti állatok többnyire kisméretű rhesusmajmok voltak, s a szerencsétlen állatok többnyire belepusztultak a kísérletekbe. A szkeptikusok szerint néhány civil felfedezhetett polgári területen becsapódott V–2-t és azokban megtalálhatta az állatok tetemét, ezekből születtek aztán a lezuhant ufókról szóló mendemondák.

## Az eset
Az esemény kezdetének pontos dátuma nem ismert, egyesek 1947. június 14-re datálják. William Brazelnek, egykori művezetőnek, Roswell mellett állt a tanyája és állattenyésztéssel foglalkozott. A gazdaság 50 km-re feküdt Roswelltől, legnagyobb része a környéknek gyakorlatilag lakatlan volt. Brazel nem mindig járt a városban, napjai jelentős részét a földjén való munkával töltötte, s nem volt telefonja sem. Csak pár héttel később tudott kapcsolatba lépni a roswelli légibázissal a helyi sheriff útján. Bejelentése szerint a földjén szétszóródott maradványokat talált, amiket ő maga nem tudott azonosítani. A történetek szerint a maradványok ezüstszínűek voltak, gumicsíkokhoz, vagy alufóliához voltak hasonlatosak, de akadt közöttük néhány szilárd, csőhöz, vagy valamilyen bothoz hasonló darab is.
Bizonyos verziók szerint egy nagyobb korong alakú tárgyat is látott a földjén Brazel. A törmelékeknek a farmer nem tulajdonított eleinte nagy jelentőséget, ezért csak pár darabot vitt el magával és később ezeket fel is mutatta a sheriffnek. Jesse Marcel, aki a roswelli légibázis egyik tisztje volt, a sheriffel kiment a helyszínt megtekinteni és ő is begyűjtött néhány darabot.
Rövidesen hivatalos közleményt is leadtak a felfedezésről, amely szerint időjárási szonda darabjaira bukkantak Brazel farmján. A hír megjelent a városi lapban, a Roswell Daily Record-ban is. Ugyanez a lap egyik alkalommal aztán szintén repülőcsészealjról cikkezett, mint a sacramentói és néhány másik újság. Értesítették továbbá az FBI-t és az amerikai légierő kötelékébe tartozó Eight Air Force vezetését is, de nekik is csak meteorológiai ballonról számoltak be.
A pletykák ennek ellenére terjengeni kezdtek, miszerint nem is ballon, hanem ismeretlen repülő jármű szállhatott le a Brazel-farmon. A pletykák hozzátoldották még azt a históriát is, hogy Brazel hazavitte és a pajtájában helyezte el a repülőgépet. Nem mindegyik szóbeszéd szólt repülőcsészealjról, nem kevés volt azoknak a száma, akik szovjet repülőgépről, vagy rakétáról suttogtak. Ekkor újabb sajtóközleményekkel igyekeztek megerősíteni az álláspontjukat a katonai vezetők, hogy időjárási szonda zuhant le, s nem valamilyen ismeretlen repülő eszköz került elő (rakéta, vagy repülőgép). Ezek után a szóbeszédek elcsendesedtek és az emberek többsége lassacskán elfelejtette a roswelli esetet.

## A történet feléled

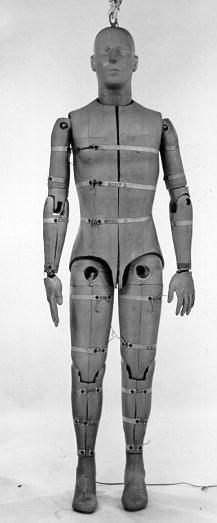
"Sierra Sam" tesztbábu melyet gyakran beöltöztetve 1949-től használtak USA repülőgép kísérletekben. Magyarázat esetleges "emberi" maradványokra.

Brazel már 1963-ban meghalt, így már csak a három évtizeddel korábbi, másodkézi információk maradtak a „kutatóknak”. 1978 és 1990 között ufókutatók egy csoportja, mint Stanton T. Friedman, William Moore, vagy Karl T. Pflock és mások kutatásokat végeztek, miután olyan kiszivárgott információk birtokába jutottak, hogy a Roswellben talált törmelékek földönkívüli űrjármű leszakadt darabjai, amely balesetet szenvedett Brazel farmján. A kutatók több száz emberrel folytattak beszélgetést, akik akkoriban látni véltek valamit Roswellben. Az előzőleg kiszivárgott részletek szerint a talált objektumot nem lehetett azonosítani, ezen felül a megtalálás helyén ismeretlen élőlények tetemeit fedezték fel, melyek nem hasonlítottak emberekre, vagy más földi lényre.
A 20. század végén egy folyamat vette kezdetét, melynek során megszámlálhatatlan publikáció, könyv, dokumentumfilm, ugyanakkor fiktív, spekuláns történetek láttak napvilágot. Ezekben egyetlen dolog volt a közös, mégpedig az, hogy a Roswellnél lezuhant légijármű földönkívüli eredetű volt, földönkívüli személyzettel, akik meghaltak szerencsétlenségben. A kutatócsoport által megkérdezettek többsége is azon véleményen volt, hogy nem földi eredetű szerkezetet fedeztek fel akkor a légierő emberei, de releváns információkat, amelyek egyértelmű bizonyítékul szolgálhattak volna, azokat titokban tartják a mai napig.
A történetek és elméletek annyira megszaporodtak, hogy összekuszálták az esemény részleteit, ezért már akkoriban elég nehéz volt objektíven beszélni az eseményről. Igen gyakran összeesküvés-elméletekkel igyekeznek magyarázatot adni az ufóhívők a kézzelfogható bizonyítékok hiányára, miszerint létezhet egy titkos csoport, bizonyos Majestic-12, egy globális tevékenységet folytató szervezet, ami eltünteti a bizonyítékokat, hogy sose derüljön ki az igazság Roswellről.
Mindenféle elmélet létezik a lezuhant tárgyak és utasaik számát, vagy kinézetét illetően, vagy magát a szerencsétlenség előzményeit illetően is. Egyesek állították, hogy különös égi jelenségeket, ufótevékenységeket tapasztaltak már napokkal korábban. Olyan elképzelés is felmerült, hogy időjárási viszonyok játszottak talán közre az ufó lezuhanásakor, mivel a maradványok felfedezése előtt vihar tombolt a környéken. A témával foglalkozó Magyarországon publikált könyvek szintén ellentmondásosan írnak a roswelli ufóról. Az amerikai kormány és az akkori elnök, Harry Truman szerepét is különféleképp magyarázzák, vagy túlnagyítják, az államférfit közvetlen, vagy közvetett szereppel ruházzák fel az incidensben.

## Szemtanúk vallomása
Friedman interjút készített 1980-ban Jesse Marcellel, aki kinn járt Brazel farmján. Marcelről akkoriban egy fénykép is készült, amint a sajtónak mutatja be a maradványokat és úgy magyarázza őket, mint egy szétesett meteorológiai ballon darabjait. Marcel az interjúban azt állította, hogy akkoriban felettesei nyomására ezt kellett mondania, noha a maradványok nem is egy ballon tartozékai voltak. Utóbb Marcel ellentmondásba keveredett, mert már azt állította, hogy nem is azokat a törmelékeket szemlélteti, amelyek a képeken is láthatóak.
Egy Glenn Dennis nevű volt temetkezési vállalkozó is felszólalt Marcellel egy időben, aki teljesített megrendeléseket a roswelli légibázisnak. 1947-ben jó néhány gyerekkoporsót rendeltek tőle a bázisról, ami szokatlanul sok volt és nem is állt rendelkezésre akkora mennyiség. Több különböző dolgot állított még Dennis, miszerint egy ott dolgozó ápolónő is látta a halott idegeneket, majd a hölgy rejtélyes körülmények között meghalt. Említett még egy alacsony termetű lényt, aki maga sétált be a helyi kórházba. Később ezekről az állításokról kiderült, hogy megtörtént esetek félremagyarázásai: az állítólagos nagyfejű lény is egy Dan Fulgham nevű kapitány volt, akinek egy sérülés következtében nagyon megduzzadt a feje.
William Brazelt már nem lehetett megkérdezni, mivel ő 1963-ban elhunyt.
A szkeptikusok szerint, bár sokan beszéltek a roswelli esetről, de többségük nem is látta a helyszínt, sem a talált törmelékeket, legfeljebb csak másod-, vagy harmadkézből szerzett tudomást az egészről, illetve harminc év távlatából már nem emlékezhetett mindegyikük elég tisztán a történtekre. A témával kapcsolatban megjelent könyveket, amelyek a szemtanúk vallomásait is tartalmazzák, sokszor éri kritika, hogy nem minden megkérdezett közvetlen szemtanú. Igen sokan a nevük elhallgatását is kérték, bizonyos vallomások pedig nem is szerepelnek a könyvben, talán épp az ellentmondások miatt.
Vannak olyan személyek, akik állítják látták az jármű utasainak holttestjeit. Ezekről többnyire bebizonyosodott, hogy hamis állítások, míg más állítások épp a vallomástevők halála után kerültek napvilágra, mivel épp halálos ágyukon árulták el „életük nagy titkát.” A kutatást végző csoport, amely több mint egy évtizeden át gyűjtötte az adatokat, négy olyan személyt talált, aki láthatta az idegen lények tetemeit, de ezekből háromnak a hitelessége komoly csorbát szenvedett később.

### A Roswell-szindróma
Joe Nickell amerikai prominens szkeptikus beszélt először a Roswell-szindrómá-ról. Nickell szerint egyes emberek annyira belemerülnek az ufótörténetekbe, hogy képesek egymástól elkülönülő információkat összekapcsolni, majd újabb és újabb összeesküvés-elméleteket gyártanak hozzá, tovább kuszálva a Roswell-sztorit. Azóta rengeteg történet és hoax született Roswellről, valamint szerte a világban lezuhant repülő csészealjakról számoltak be (egy állítólagos 18. századi ufókatasztrófát még Magyarországon is feltételez néhány könyv[forrás?]). Megannyi, egymásnak is ellentmondó verzió, mellékszál kapcsolódik mind Roswellhez, mind a többi ufósztorihoz, melyekhez nem, vagy csak alig tartozik bizonyíték. Feltevések vannak arról, hogy a roswelli ufóról készültek fotók, mozgófilmek is, de az eddig előkerült fotókról vagy filmkockákról rendre bebizonyosodott, hogy hamisítványok. Híres hamisítvány a Santilli-film, amelyen egy földönkívüli (vélhetően egy ügyesen kivitelezett plasztikbábú) boncolása zajlik. Erről is állították, hogy a Roswellben lezuhant egyik ufonauta holtteste. Itt megemlíthető még a szverdlovszki törpe egy jó minőségű UFÓ témájú filmfelvétel, ami az 1990-es években bukkant fel Oroszországban.

## Ramey jelentésének analízise
Marcel 1947-ben Roger Ramey tábornokkal közösen mutatta be a sajtónak azokat a törmelékeket, amelyekről azt mondták, egy ballon darabjai. A tájékoztatóról fényképek is készültek. Ramey a kezében egy darab papírt tart, amelyen egy szöveg részlete is kirajzolódik. Az ufóhívők újabb bizonyítékokat próbáltak keresni, ezért felnagyították a fotót és megpróbálták azonosítani a szöveg tartalmát. A vizsgálat nem vezetett eredményre, mivel egyesek az időjárási ballon-t, mások a holttest szót olvasták ki a sorokból.[forrás?]

## Annie Jacobsen sztorija
Annie Jacobsen amerikai újságírónő 2011-ben publikálta könyvét Area 51: An Uncensored History of America's Top Secret Military Base címen, amelyben azt állítja, hogy kutatásai során egy titkos nevadai bázis néhai munkatársaitól jutott információkhoz. Ezek szerint a hírhedt náci orvos, Josef Mengele a háború idején olyan 12 éves, mutáns gyerekeket tenyésztett ki, akiket később Sztálin megbízásából pilótaként távirányítású repülőkkel az Egyesült Államok területére akartak eljuttatni a szovjetek. A terv szerint tömeges pánikot akartak előidézni, egy hamis földönkívüli támadás kivitelezésével. A kísérleti alanyok olyan kóros elváltozásokkal bírtak, amelyek tényleg hasonlítanak a köztudatban mai napig élő ufonauta képére (nagy fej, kidülledt sötét szemek, vékony és törékeny alkat, kicsi termet). Sztálin állítólagos tervét Orson Welles inspirálta, aki 1938-ban olyan meggyőzően adta elő rádiós felolvasásában a Világok harca c. játékot, hogy sokan tényleg úgy hitték valóban földönkívüli invázió vette kezdetét a Földön. A mutánsokat célba juttató jármű egy Horten-229-es sugárhajtású repülőgép volt, ami külsőre szintén hasonlít a repülő csészealjakhoz. A terv azonban kudarcba fulladt, mert a gép lezuhant, méghozzá Brazel farmjának területén, a benne utazó mutáns gyerekek pedig életüket vesztették.
A Horten 229-es repülési hatótávolsága (1000 km) erősen kétségessé teszi, hogy (ha valóban Horten gép zuhant le), hogy 1947-ben a gépet a szovjetek indították volna. A történet hitelességét rombolja, hogy a Horten gép egy- és kétüléses változatban készült, hogyan zsúfoltak volna bele négy személyt. Ilyen mutáns személyek létezéséről egyébként semmilyen hiteles történeti forrás nem tesz említést. A történet hitelességének mond ellent a repülőgép állítólagos távvezérlésének módja, amelyre 1947-ben még nem álltak rendelkezésre megfelelő eszközök.

## Az ügy hivatalos lezárása
Az amerikai légierő több alkalommal is cáfolatot adott ki, és 1997-ben, az események 50. évfordulójára minden korábbinál alaposabb dokumentumot állított össze a régi vita lezárása érdekében. A négy évi vizsgálat után elkészült 231 oldalas dokumentum szerint a szemtanúk által látott állítólagos űrjárművek és földönkívüliek valójában az amerikai légierő hidegháború alatti szupertitkos kísérleteinek szereplői voltak: az „ufó” egy légköri ballonra szerelt radarcélpont volt, a földönkívüliek pedig olyan próbabábuk,  amilyeneket  1953 után használtak ejtőernyős kísérletek céljára. A dokumentumot egy elhárítótiszt, James McAndrew kapitány Egy lezárt ügy címmel tette közzé.  Ebben a légierő tételesen cáfolja a helybeli szemtanúk  állításait az ötven évvel ezelőtti incidenssel kapcsolatosan, s megfejtést kínál az azóta tapasztalt ufójelenségekre is.
A valóságot elfedni igyekvő korabeli nyilatkozatokkal ellentétben a valóságot az amerikai légierő 1994-ben közzétett 23 oldalas jelentése tartalmazta először, amelyben elárulták, hogy a Roswell mellett talált maradványok mégsem meteorológiai, hanem a szovjet atomtitkok kikémlelésére szolgáló kémszonda részei voltak. A szonda egy hőlégballonra erősítve lebegett az atmoszféra felsőbb rétegeiben, s érzékelői a szovjet nukleáris robbantások megfigyelésére szolgáltak. A legenda az évek során táplálkozott a közelben levő kísérleti támaszpont különböző években bekövetkezett baleseteinek eseménymorzsáival is. A 11 elszenesedett holttestre vonatkozó legenda például egy KC–97G típusú katonai gép lezuhanásakor szénné égett 11 tagú személyzet valóban rendkívül gyors elszállítása miatt keletkezett. A gyors elszállítást az indokolta, hogy a hosszasnak ígérkező azonosítás jelentősebb hűtőkapacitást igényelt, mint amekkora a helyszínen rendelkezésre állt. Az új-mexikói sivatagban rendszeresen próbáltak ki felderítő repülőgépeket, kémszondákat, ezek egy része földbe csapódott, maradványaik szétszóródtak a környéken. A légierő jelentése összefoglalásképpen leszögezi: az ufólegenda valóságos és képzelt események összemosásából, tények és pletykák vegyítéséből alakult ki, de az állítólagos bizonyítékok nem állják ki a tudományos vizsgálódás próbáját.

## Fordítás
Ez a szócikk részben vagy egészben  a   Roswell UFO incident című angol Wikipédia-szócikk fordításán alapul.  Az eredeti cikk szerkesztőit annak laptörténete sorolja fel. Ez a jelzés csupán a megfogalmazás eredetét és a szerzői jogokat jelzi, nem szolgál a cikkben szereplő információk forrásmegjelöléseként.